# Санту-Антониу-ду-Параизу
Са́нту-Анто́ниу-ду-Параи́зу (порт. Santo Antônio do Paraíso) — муниципалитет в Бразилии, входит в штат Парана. Составная часть мезорегиона Север Пиунейру-Паранаэнси. Входит в экономико-статистический микрорегион Корнелиу-Прокопиу. Население составляет 3013 человек на 2006 год. Занимает площадь 165,904 км². Плотность населения — 18,2 чел./км².

## Статистика
- Валовой внутренний продукт на 2003 год составляет 32 467 090,00 реалов (данные: Бразильский институт географии и статистики).
- Валовой внутренний продукт на душу населения на 2003 год составляет 11 153,24 реалов (данные: Бразильский институт географии и статистики).
- Индекс развития человеческого потенциала на 2000 год составляет 0,715 (данные: Программа развития ООН).